# Jared S. Gilmore
Jared Scott Gilmore (San Diego, 30 de Maio de 2000), é um ator americano. Ele é mais conhecido por seus papéis em Mad Men como Bobby Draper e na série Once Upon a Time como Henry Mills. Ele ganhou o Young Artist Award para Melhor Performance em Série de TV - Melhor Jovem Ator em 2012 por seu papel em Once Upon a Time e novamente em 2013.

## Biografia
Ele nasceu em 30 de maio de 2000, em San Diego, Califórnia. Por dois anos, ele participou de John Robert PowersSan Diego, uma escola de treinamento para atores, modelos e cantores.De acordo com a Variety, Gilmore começou involuntariamente sua carreira de ator depois de correr para representantes de talento que estavam interessados em sua irmã gêmea, Taylor. Depois de muitos testes, ele adquiriu seus primeiros empregos por meio de modelagem de camisetas e atuando em comerciais.

## Filmografia
| Ano       | Filme/Série                  | Papel                | Notas                                                        |
| --------- | ---------------------------- | -------------------- | ------------------------------------------------------------ |
| 2011–2018 | Once Upon a Time             | Henry Mills          | Papel Principal (1ª–6ª temporada); Recorrente (7ª temporada) |
| 2011      | Wilfred                      | Ryan (Jovem)         | Episódio: "Anger"                                            |
| 2010      | Men of a Certain Age         | Kenneth              | Episódio: "Cold Calls"                                       |
| 2010      | A Nanny for Christmas        | Jonas Ryland         |                                                              |
| 2009–2010 | Mad Men                      | Bobby Draper         | 19 episódios                                                 |
| 2010      | Hawthorne                    | Justin Adams         | 3 episodes                                                   |
| 2010      | The Back-up Plan             | Cameo                | não creditado                                                |
| 2010      | Overnight                    | Kyle                 |                                                              |
| 2009      | Opposite Day                 | Baby Bailiff         |                                                              |
| 2009      | Roommates                    | Graham               | Episódio: "The Trash 'N Treasures"                           |
| 2008–2009 | Talkshow with Spike Feresten | Little Bill O'Reilly | 9 episódios                                                  |
| 2008      | Eleventh Hour                | Owen                 | Episódio: "Titans"                                           |
| 2008      | Without a Trace              | Matthew              | Episódio: "Driven"                                           |

## Prêmios e indicações
| Ano  | Prêmio              | Categoria                                                | Resultado | Filme            |
| ---- | ------------------- | -------------------------------------------------------- | --------- | ---------------- |
| 2009 | Screen Actors Guild | Outstanding Performance by an Ensemble in a Drama Series | Venceu    | Mad Men          |
| 2012 | Young Artist Award  | Best Performance In a TV Series—Leading Young Actor      | Venceu    | Once Upon a Time |
| 2013 | Young Artist Award  | Best Performance In a TV Series—Leading Young Actor      | Indicado  | Once Upon a Time |